# Gentiana macrophylla
Gentiana macrophylla, con el nombre común de Large leaf , se conoce como Qin Jiao en chino.  es una especie de planta medicinal perteneciente a la familia de las gentianáceas.  

## Propiedades
La raíz es la parte más comúnmente utilizada . Se utiliza tradicionalmente para aliviar las enfermedades reumáticas y para eliminar la humedad y calor. Es utilizada en la Medicina tradicional china como remedio herbario para estómago, hígado y vesícula biliar. Para amortiguar el dolor, agarrotamiento y calambres de músculos y tendones, la fiebre de tarde o fiebre crónica baja.

## Taxonomía
Gentiana macrophylla fue descrita por  Peter Simon Pallas y publicado en Flora Rossica 1(2): 108. 1789.
Etimología
Gentiana: Según Plinio el Viejo y Dioscórides, su nombre deriva del de Gentio, rey de Iliria en el siglo II a. C., a quien se atribuía el descubrimiento del valor curativo de la Gentiana lutea.  El Banco de Albania ha recogido esta tradición: la Gentiana lutea está representada en el reverso del billete de 2000 lekë albaneses, emitido en 2008, en cuyo anverso figura el rey Gentio.
macrophylla: epíteto latíno que significa "con hojas grandes".
Sinonimia
- Dasystephana macrophylla (Pall.) Zuev
- Ericoila macrophylla Bercht. & J.Presl
- Gentiana jakutensis Bunge ex Griseb.
- Gentiana macrophylla var. minor Ledeb.
- Gentiana quinquenervia Turrill
- Hippion macrophyllum F.W.Schmidt
- Pneumonanthe macrophylla (Pall.) Zuev
- Tretorhiza macrophylla (Pall.) Soják[6]